# Championnat de Cuba de football 2012
Navigation
Saison précédente Saison suivante
La saison 2012 du Championnat de Cuba de football est la quatre-vingt-dix-septième édition du Campeonato Nacional de Fútbol, le championnat de première division à Cuba. Les huit formations provinciales sont regroupées au sein d'une poule unique où elles s'affrontent deux fois, à domicile et à l'extérieur. Les quatre premiers jouent la phase finale pour le titre et il n'y a pas de relégation car le championnat reprend une formule à 16 clubs dès la saison prochaine. 
C'est le tenant du titre, le FC Villa Clara qui remporte à nouveau la compétition cette saison après avoir battu le CF Camagüey en finale. Il s'agit du douzième titre de champion de Cuba de l'histoire du club.

## Les clubs participants
- FC Villa Clara
- FC Cienfuegos
- FC Ciudad de La Habana
- CF Camagüey
- CF Granma - Promu de Torneo de Ascenso
- FC Ciego de Ávila
- FC Guantánamo
- FC Las Tunas

## Compétition
Le barème de points servant à établir le classement se décompose ainsi :
- Victoire : 3 points
- Match nul : 1 point
- Défaite : 0 point

### Première phase
| Rang | Équipe                 | Pts | J  | G  | N | P  | Bp | Bc | Diff |
| ---- | ---------------------- | --- | -- | -- | - | -- | -- | -- | ---- |
| 1    | FC Villa ClaraT        | 33  | 14 | 10 | 3 | 1  | 21 | 9  | +12  |
| 2    | FC Guantánamo          | 27  | 14 | 8  | 3 | 3  | 22 | 14 | +8   |
| 3    | CF Camagüey            | 25  | 14 | 7  | 4 | 3  | 19 | 14 | +5   |
| 4    | CF GranmaP             | 20  | 14 | 5  | 5 | 4  | 18 | 16 | +2   |
| 5    | FC Ciudad de La Habana | 17  | 14 | 4  | 5 | 5  | 13 | 15 | -2   |
| 6    | FC Ciego de Ávila      | 12  | 14 | 3  | 3 | 8  | 12 | 19 | -7   |
| 7    | FC Cienfuegos          | 11  | 14 | 2  | 5 | 7  | 10 | 16 | -6   |
| 8    | FC Las Tunas           | 9   | 14 | 3  | 0 | 11 | 14 | 26 | -12  |

|  | Qualification pour la phase finale                 |
|  | T : Tenant du titre P : Promu de Torneo de Ascenso |

### Phase finale

#### Demi-finales
| Équipe 1    | Résultat      | Équipe 2       | Aller | Retour |
| ----------- | ------------- | -------------- | ----- | ------ |
| CF Granma   | 0 - 2         | FC Villa Clara | 0 - 0 | 0 - 2  |
| CF Camagüey | 2 - 2 3-2 tab | FC Guantánamo  | 1 - 1 | 1 - 1  |

#### Match pour la troisième place
| Équipe 1      | Résultat | Équipe 2  | Aller | Retour |
| ------------- | -------- | --------- | ----- | ------ |
| FC Guantánamo | 2 - 4    | CF Granma | 1 - 2 | 1 - 2  |

#### Finale
| Équipe 1    | Résultat | Équipe 2       | Aller | Retour |
| ----------- | -------- | -------------- | ----- | ------ |
| CF Camagüey | 2 - 6    | FC Villa Clara | 0 - 3 | 2 - 3  |

### Torneo de Ascenso 2012
Disputé du 3 au 15 juin 2012 dans la ville de Santiago de Cuba, sous la forme d'une poule unique de 8 équipes, chacune s'affrontant une fois. Le tournoi ne revêt d'aucune importance puisque les 8 équipes en question prennent part au championnat 2013 sur invitation.